# Migración celular

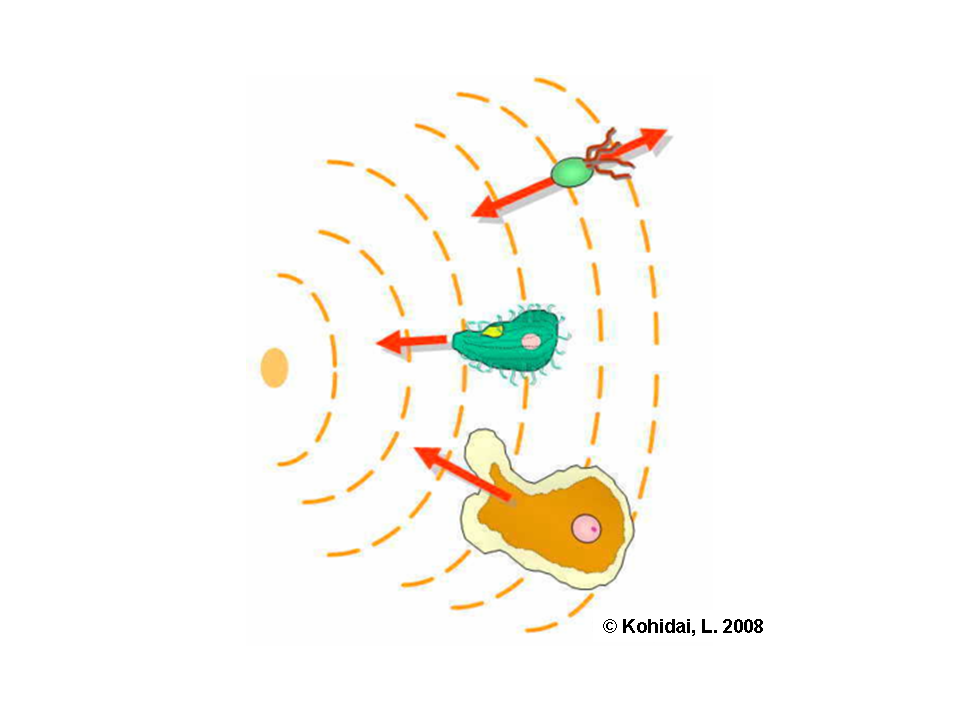
Migración celular por quimiotaxis

La migración celular es un proceso importante en el desarrollo y el mantenimiento de los organismos pluricelulares. La formación de tejido durante el desarrollo embrionario, la cicatrización y la respuesta inmune requieren de movimientos celulares sincronizados en una dirección particular y hacia sitios específicos. Los errores durante este proceso tienen consecuencias serias, incluyendo retraso mental, enfermedades cardiovasculares y formación de tumores y metástasis. Un entendimiento del mecanismo por el cual las células migran podría permitir el desarrollo de estrategias terapéuticas novedosas para controlar, por ejemplo, las células tumorales invasivas. A menudo las células migran en respuesta hacia, señales exteriores específicas; este proceso se llama quimiotaxis.

## Estudio de la migración celular
La migración de una célula mamífera se observa usualmente en el microscopio cuando las células se mueven aleatoriamente sobre una lámina portaobjetos. Puesto que el movimiento es muy lento, usualmente de unos pocos micrómetros por minuto, se pueden tomar secuencias de vídeo y luego observarlo en una película a alta velocidad. 
Pese a la variación considerable de la forma de una célula en movimiento, su parte frontal la que lidera el movimiento, tiene un comportamiento característico. Esta región de la célula es altamente activa; algunas veces se propaga hacia adelante rápidamente, otras veces se retrae y otras se arruga o burbujea. Es comúnmente aceptado que la parte frontal es el motor principal que dirige a la célula hacia adelante.

### Características comunes
Todavía hay mucha incertidumbre sobre cómo funciona realmente la migración celular. Sin embargo, ya que todas las células de los mamíferos (excepto los espermatozoides) presentan varias características en común en sus desplazamientos, se cree que los procesos involucrados son similares. Las dos características principales son:
1. El comportamiento de la parte delantera.
2. El movimiento observable de cualquier fragmento en la superficie dorsal de la célula hacia atrás sobre la superficie celular y hacia el extremo que se arrastra.

La última característica puede ser fácilmente observada cuando los agregados de una molécula superficial son reticulados con un anticuerpo fluorescente o cuando pequeñas partículas se unen artificialmente a la parte frontal de la célula.
Además de las células mamíferas, muchas otras células eucariotas parecen moverse de forma similar. Una de las criaturas modelo más valiosas para estudiar el desplazamiento y la quimiotaxis es la ameba Dictyostelium discoideum, porque se mueve más rápido que cualquier célula mamífera cultivada en el laboratorio y hace quimiotaxis hacia el AMP cíclico. Igualmente, cuenta con un genoma haploide, lo cual ayuda al entendimiento del rol de un producto genético particular en el movimiento.

## Procesos moleculares en la parte delantera de la célula.
Hay dos teorías principales sobre como la célula hace avanzar su parte delantera: el modelo del citoesqueleto y el modelo de flujo de membrana. Es posible que los dos procesos contribuyan al desplazamiento o la extensión celular.

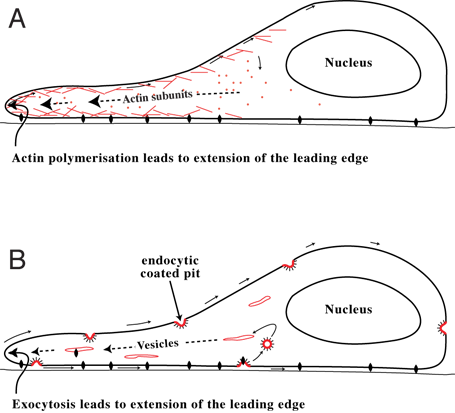
Modelos de migración. A. Modelo citoesqueletico; B. Modelo de flujo de membrana

### Modelo del citoesqueleto
Se ha encontrado experimentalmente que la parte delantera de la célula es un sitio de polimerización de actina: los monómeros de actina solubles se polimerizan en esta zona formando filamentos. Esto permite observar que es la formación de estos filamentos de actina lo que empuja la parte delantera de la célula hacia adelante y la fuerza motriz principal que hace avanzar a la célula. Asimismo, los elementos del citoesqueleto son capaces de interactuar ampliamente e íntimamente con la membrana plasmática de la célula.

### Modelo de flujo de membrana
Desde las reservas internas de membrana celular, la membrana llega a la superficie de la célula pasando por la parte delantera al final del ciclo endocítico. Esto permite observar que la extensión en la parte delantera ocurre principalmente por agregación de membrana en esta zona. Si es así, los filamentos de actina que se forman en la parte delantera logran estabilizar la membrana añadida de tal manera que se forma una extensión estructurada, o lamela, en lugar de burbujas. Para que la célula se mueva, es necesario un suministro de “pies” – unas moléculas llamadas integrinas, las cuales se adhieren a la superficie celular que se está arrastrando – que halen hacia adelante. Es posible que estos pies sean endocitados hacia la parte trasera de la célula y luego por exocitosis sean llevados hacia el frente para ser reusados y formar nuevas uniones al sustrato.

## El núcleo y la parte trasera de la célula
Dado que la parte delantera de la célula avanza, ¿qué sucede con el resto de la célula? ¿Simplemente se le arrastra hacia adelante como un saco? Esto se desconoce, pero hay indicaciones de que el núcleo, y quizás otras estructuras grandes dentro de la célula también, pueden ser halados hacia adelante por los filamentos de actina. Además, también es posible que la parte trasera de la célula se contraiga activamente ya que es aquí donde, en algunas células, se encuentra la proteína contráctil miosina.

## Mutantes
Con frecuencia, se puede comprender cómo funcionan los procesos biológicos complejos a través de estudios con mutaciones. Sin embargo, en el caso de los mecanismos intracelulares involucrados en el movimiento celular, intentos de este tipo no han sido exitosos. De hecho, aunque se conocen muchos mutantes que afectan los procesos migratorios en Drosophila, estos tienden a clasificarse en dos grupos: factores de transcripción y proteínas clave reguladoras (como las Quinasas C-Jun N terminal (JNKs) que controlan el cierre dorsal). Sin embargo estos nos dicen muy poco sobre cómo se mueven las células realmente.
Otra fuente importante de mutantes es la ameba haploide Dictyostelium. Muchos genes de copias únicas asociados a la función del citoesqueleto han sido delecionados: estos mutantes usualmente tienen un fenotipo débil, lo cual sugiere que estos genes no son necesarios para el desplazamiento o que hay múltiples mecanismos por el cual la célula logra moverse.

## Polaridad en células migratorias
Las células migratorias tienen polaridad: una parte delantera y otra trasera. Si no fuera así, ellas se moverían en todas las direcciones al mismo tiempo o se extenderían. Se desconoce de qué manera la dirección del movimiento se determina a niveles moleculares. En una célula que se desplaza de manera aleatoria, la parte delantera puede pasar a un estado pasivo mientras otra región de la célula forma un nuevo frente. 

En células quimiotácticas, la estabilidad de la parte delantera parece ser reforzada a medida que la célula avanza hacia un mayor nivel de concentración del químico estimulante. Esta polaridad se refleja a nivel molecular por la restricción de ciertas moléculas a regiones particulares de la superficie interna de la célula: por lo tanto el fosfolípido PIP3, las GTPasas Rac activadas y CDC42 se encuentran en la parte frontal de la célula, mientras que la GTPasa Rho y las moléculas PTEN se encuentran hacia la parte trasera de la célula.
Se cree que los microtúbulos y filamentos de actina son importantes para el establecimiento y el mantenimiento de la polaridad celular. Por lo tanto, los químicos que destruyen los microtúbulos interrumpen la polaridad de muchas células: si la célula está adherida a un sustrato, usualmente se vuelven redondas y planas. Los químicos que destruyen los filamentos de actina tienen efectos múltiples y complejos, lo cual refleja el amplio espectro de acción que los filamentos de actina tienen en los procesos celulares. Es posible que, dentro del proceso de desplazamiento, las vesículas membranales sean transportadas a lo largo de estos filamentos hacia la parte frontal de la célula. 

En células quimiotácticas, el incremento constante de la migración hacia un destino puede ser el resultado de una mayor estabilidad de las estructuras filamentosas al interior de la célula además de determinar su polaridad celular. A su vez, estas estructuras filamentosas pueden arreglarse dentro de la célula de acuerdo a cómo las moléculas PIP3 y PTEN, entre otras, estén arregladas en la superficie interna de la célula. Parece que su localización está determinada por las señales quimioatrayentes a medida que estas inciden en los receptores específicos localizados en la superficie externa de la célula.